# Erioptera (Mesocyphona) inornatipes
Erioptera (Mesocyphona) inornatipes is een tweevleugelige uit de familie steltmuggen (Limoniidae). De soort komt voor in het Neotropisch gebied.